# (36937) 2000 SX229
2000 SX229 (asteroide 36937) é um asteroide da cintura principal. Possui uma excentricidade de 0.15185590 e uma inclinação de 2.15964º.
Este asteroide foi descoberto no dia 28 de setembro de 2000 por LINEAR em Socorro.